# ووبزووو (استان پومرانی)
ووبزووو (به لاتین: Łobzowo) یک روستا در لهستان است که در گمینا کووچگوووه واقع شده‌است. ووبزووو ۱۰۹ نفر جمعیت دارد.